# Vozdušno-desantnye vojska
Il Vozdušno-desantnye vojska, o VDV (in russo: Воздушно-десантные войска), è un corpo militare russo d'élite, parte integrante delle Forze armate della Federazione Russa, ma con comando indipendente da Marina, da Aeronautica ed Esercito.
Unico corpo in grado di effettuare una proiezione di forze meccanizzate e corazzate al di là delle linee nemiche, è l'unica forza aerotrasportata al mondo capace di paracadutare materiale cingolato, o dotato di ruote, pronto al combattimento sul campo di battaglia. Hanno ricevuto il battesimo del fuoco alla vigilia della seconda guerra mondiale e si presume abbiano partecipato a supporto dell'offensiva del governo siriano ai danni dell'ISIS nel deserto di Palmira nel 2017-19.
Contraddistinti dalla caratteristica tel'njaška a righe orizzontali color blu fiordaliso, sono soprannominati berretti blu per via del basco indossato dagli effettivi. A partire dalla fine degli anni duemiladieci, sono interessati da un profondo aggiornamento di veicoli e materiali. Al 2021 sono in fase di consegna, tra i tanti, i cacciacarri Sprut-SD1, i veicoli corazzati BMD-3M, i veicoli da trasporto truppe BTR-MDM, il Taifun-VDV, e il semovente d'artiglieria 2S42 Lotos.

## Storia
Le truppe aviotrasportate della Federazione Russa traggono le loro origini dalla dissoluzione delle analoghe forze dell'Unione Sovietica.

### Unione Sovietica
Il 26 luglio 1930, L. G. Minov eseguì, insieme ad altri piloti della Voenno-vozdušnye sily SSSR, i primi lanci con paracadute all'aeroporto di Voronež, nel distretto militare di Mosca. Dopo aver ascoltato il rapporto sull'andamento della dimostrazione, il comandante dell'aeronautica militare dell'Armata Rossa, Pyotr Baranov, ha proposto una dimostrazione delle capacità di lancio di un gruppo di paracadutisti armati per azioni di sabotaggio sul territorio del nemico.
Il 2 agosto avvenne il lancio di due gruppi di paracadutisti, uno guidato da Minov e l'altro dal suo assistente, Yakov Moshkovski. Questo esperimento ha permesso ai teorici militari di vedere la prospettiva dei vantaggi dei paracadutisti, il loro enorme potenziale associato alla rapida copertura.
La prima unità delle forze aviotrasportate si formò nel 1931, nel Distretto Militare di Leningrado sulla base della 11ª Divisione di fanteria. Il distaccamento motorizzato da aviazione era composto da 164 persone. Il comandante del distaccamento fu E. D. Lukin.
Fino al 1946, le forze aviotrasportate facevano parte dell'aeronautica militare dell'Armata Rossa ma dal 1946 divennero parte dell'Esercito, in diretta subordinazione al Ministro della difesa.

### Federazione Russa
Con il crollo dell'URSS iniziò il processo di separazione delle sue forze armate, quindi unità militari, formazioni e associazioni furono divise sotto la giurisdizione tra le ex repubbliche sovietiche. Lo stesso destino è accaduto alle forze aviotrasportate.
Il 12 maggio 1992, Tashkent ha ospitato una riunione tra i presidenti di Russia, Kazakistan, Kirghizistan e Uzbekistan, che ha portato alla separazione finale delle truppe aviotrasportate. Ufficialmente, le aviotruppe russe apparvero nel 1992.
In seguito al summit di Tashkent, tutte le forze aviotrasportate formate dalla Federazione Russa includevano tutte le divisioni e le brigate aerotrasportate, che al momento del crollo dell'URSS erano sul territorio dell'RSFSR.
Oltre a loro, le forze aviotrasportate russe includevano:
- 247º Reggimento d'assalto aereo - ritirato dalla Georgia nel 1992;
- 104ª Divisione aviotrasportata - ritirata dall'Azerbaigian nel 1992;
- 56ª Brigata d'assalto aereo - ritirata dal Turkmenistan nel 1992;
- 44ª Divisione d'assalto aereo - ritirata dalla Lituania nel 1993;
- 7ª Divisione d'assalto aereo - ritirata dalla Lituania ne 1993;
- La 98ª Divisione aviotrasportata, ritirata dall'Ucraina e dalla Moldavia nel 1993, con l'eccezione di una piccola parte;
- Parte del personale del 217º Reggimento paracadutisti, che giurò fedeltà all'Ucraina, servì successivamente come base per la formazione della 25ª Brigata aviotrasportata.

#### Riforme militare degli anni '90
Nel 1996, il generale dell'esercito Igor Rodionov, nominato alla carica di ministro della difesa della Federazione Russa, ha presentato una proposta per una riforma radicale delle forze armate.
Secondo il suo piano, tutti i tipi di truppe, comprese le aviotruppe, erano soggetti a riduzione. La riforma prevedeva la riduzione delle aviotrasportate da sei divisioni a tre e la riduzione a tre brigate.
Prima di ritirarsi nel 1997, Rodionov riuscì a ridurre il numero delle truppe aviotrasportate da 64 000 a 47 000 uomini.
Di seguito sono riportati le unità disciolte o riorganizzate:
- 13ª Brigata d'assalto aereo - disciolta;
- 36ª Brigata d'assalto aereo - disciolta;
- 37ª Brigata d'assalto aereo - disciolta nel 1994;
- 104ª Divisione aviotrasporta - riorganizzata nella 31ª Brigata d'assalto aereo;
- 21ª Brigata d'assalto aereo - riorganizzata nel 247º Reggimento paracadutisti;
- 56ª Brigata d'assalto aereo - riorganizzata nel 56º Reggimento d'assalto aereo;
- 345º Reggimento paracadutisti - sciolto il 30 aprile 1998.

Anche Igor Sergeyev, che ha sostituito Rodionov come Ministro della difesa della Federazione Russa, ha contribuito a sminuire il ruolo e le capacità operative delle forze aviotrasportate trasferendo tutta l'aviazione militare disponibile delle Forze terrestri al comando dell'Aeronautica.
In totale, sono stati trasferiti più di 20 reggimenti di elicotteri, 10 basi di deposito per elicotteri e la scuola di elicotteri di Syzran, il che ha ridotto significativamente la mobilità delle forze aeree.

## Struttura
Al 2023 il VDV è composto dalle seguenti unità da combattimento:
- 7ª Divisione d'assalto aereo da montagna delle guardie
  -  56º Reggimento d'assalto aereo delle guardie "Cosacchi del Don"
  -  108º Reggimento d'assalto aereo delle guardie "Cosacchi del Kuban"
  -  247º Reggimento d'assalto aereo delle guardie "Cosacchi del Caucaso"
  -  1141º Reggimento artiglieria delle guardie
- 76ª Divisione d'assalto aereo delle guardie "Černigov"
  -  104º Reggimento d'assalto aereo delle guardie
  -  234º Reggimento d'assalto aereo delle guardie "Mar Nero-Aleksandr Nevskij"
  -  237º Reggimento d'assalto aereo delle guardie "Torun"
  -  1140º Reggimento artiglieria delle guardie
- 98ª Divisione aviotrasportata delle guardie "Svir-70º Anniversario della Rivoluzione d'Ottobre"
  -  217º Reggimento aviotrasportato delle guardie "Ivanovo"
  -  299º Reggimento aviotrasportato delle guardie
  -  331º Reggimento aviotrasportato delle guardie "Kostroma"
  -  1065º Reggimento artiglieria delle guardie
- 104ª Divisione d'assalto aereo delle guardie
  -  328º Reggimento d'assalto aereo delle guardie
  -  337º Reggimento d'assalto aereo delle guardie
  -  345º Reggimento d'assalto aereo "Colonnello generale V. A. Vostrotin"
  - 1180º Reggimento artiglieria
- 106ª Divisione aviotrasportata delle guardie "Tula"
  -  51º Reggimento aviotrasportato delle guardie "Dmitrij Donskoj"
  -  119º Reggimento aviotrasportato delle guardie
  -  137º Reggimento aviotrasportato delle guardie "Rjazan-Cosacchi del Kuban"
  -  1182º Reggimento artiglieria delle guardie "Novgorod"
- 11ª Brigata d'assalto aereo delle guardie
- 83ª Brigata d'assalto aereo delle guardie
- 52ª Brigata artiglieria delle guardie
- 38ª Brigata comando e controllo delle guardie
- 45ª Brigata specnaz delle guardie
- 91ª Brigata logistica mobile
- 242º Centro addestramento

Nel corso del 2023, durante l'invasione russa dell'Ucraina, il VDV ha subito un'espansione. Sono stati costituiti due nuovi reggimenti aviotrasportati, il 299º e il 119º, assegnati rispettivamente alla 98ª e alla 106ª Divisione per portarle alla stessa struttura della 7ª e della 76ª con tre reggimenti di manovra. La 31ª Brigata d'assalto aereo è stata espansa, venendo riorganizzata come 104ª Divisione, è stata costituita la 49ª Brigata d'assalto aereo subordinata alla 58ª Armata combinata delle Forze terrestri ed è stata creata la 52ª Brigata artiglieria, prima unità autonoma di questo tipo nel VDV. Era stata inoltre prevista la costituzione da zero della 44ª Divisione d'assalto aereo, sulla base di due reggimenti fucilieri motorizzati (111º e 387º) della Milizia popolare di Doneck, rimasta però soltanto sulla carta. Nel dicembre 2024 il VDV è stato infine rinforzato dalla 91ª Brigata logistica mobile, la prima unità di questo tipo delle forze aviotrasportate.

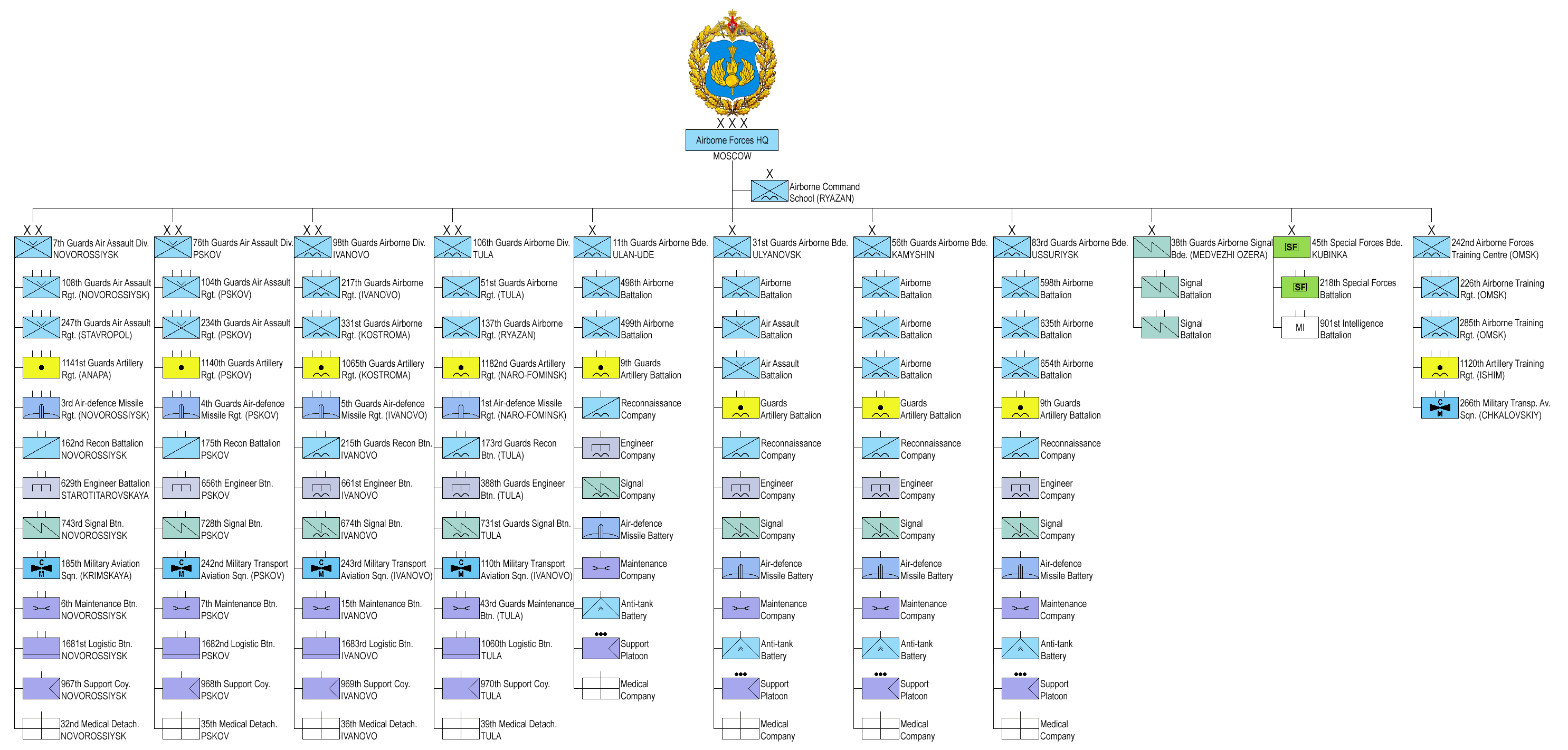
Organigramma del VDV prima del 2022

## Comandanti
| Grado                                                                  | Nome                                                     | Anni in carica                                           |
| Comandante in capo delle Forze aviotrasportate dell'URSS               | Comandante in capo delle Forze aviotrasportate dell'URSS | Comandante in capo delle Forze aviotrasportate dell'URSS |
| ---------------------------------------------------------------------- | -------------------------------------------------------- | -------------------------------------------------------- |
| -                                                                      | Vasilij Glazunov                                         | 1941 - 1943                                              |
| -                                                                      | Alexander Kapitokhin                                     | 1943 - 1944                                              |
| -                                                                      | Ivan Zatevakhin                                          | 1944 - 1946                                              |
| -                                                                      | Vasilij Glagolev                                         | 1946 - 1947                                              |
| -                                                                      | Aleksandr Kazankin                                       | 1947 - 1948                                              |
| -                                                                      | Sergej Rudenko                                           | 1948 - 1949                                              |
| -                                                                      | Aleksandr Gorbatov                                       | 1950 - 1954                                              |
| -                                                                      | Vasilij Margelov                                         | 1954 - 1959                                              |
| -                                                                      | Ivan Tutarinov                                           | 1959 - 1961                                              |
| -                                                                      | Vasilij Margelov                                         | 1961 - 1979                                              |
| Generale d'armata                                                      | Dmitrij Sukhorukov                                       | 1979 - 1987                                              |
| Colonnello generale                                                    | Nikolaj Kalinin                                          | 1987 - 1989                                              |
| Colonnello generale                                                    | Vladislav Ačalov                                         | 1989 - 1990                                              |
| Colonnello generale                                                    | Pavel Gračev                                             | 1990 - 30 agosto 1991                                    |
| Comandante in capo delle Forze aviotrasportate della Federazione Russa |                                                          |                                                          |
| Colonnello generale                                                    | Evgenij Podkolzin                                        | 31 agosto 1991 - dicembre 1996                           |
| Colonnello generale                                                    | Georgij Špak                                             | 4 dicembre 1996 - settembre 2003                         |
| Colonnello generale                                                    | Aleksandr Kolmakov                                       | 8 settembre 2003 - novembre 2007                         |
| Tenente generale                                                       | Valerij Evtukhovič                                       | 19 novembre 2007 - 6 maggio 2009                         |
| Tenente generale                                                       | Nikolaj Ignatov                                          | 6 maggio 2009 - 24 maggio 2009                           |
| Colonnello generale                                                    | Vladimir Šamanov                                         | 24 maggio 2009 - 4 ottobre 2016                          |
| Colonnello generale                                                    | Andrej Serdjukov                                         | 4 ottobre 2016 - 16 giugno 2022                          |
| Colonnello generale                                                    | Michail Teplinskij                                       | 16 giugno 2022 - oggi                                    |

## Equipaggiamento
| Veicolo                  | Immagine           | Origine            | Tipo                | Versione           | In servizio al 2020 |
| Carri da battaglia       | Carri da battaglia | Carri da battaglia | Carri da battaglia  | Carri da battaglia | Carri da battaglia  |
| ------------------------ | ------------------ | ------------------ | ------------------- | ------------------ | ------------------- |
| T-72B3                   |                    | Russia             | carro armato        | T-72B3 T-72B3M     | 150 10              |
| 2S25 Sprut-SD            |                    | URSS               | cacciacarri         | Sprut-SD           |                     |
| Corazzati aerolanciabili |                    |                    |                     |                    |                     |
| BMD-1                    |                    | URSS               | IFV                 | BMD-1M             |                     |
| BMD-2                    |                    | URSS               | IFV                 | BMD-2M             |                     |
| BMD-3                    |                    | URSS               | IFV                 | BMD-3M             |                     |
| BMD-4                    |                    | Russia             | IFV                 | BMD-4M             |                     |
| BTR-MDM                  |                    | Russia             | APC                 | BTR-MDM            |                     |
| BTR-D                    |                    | URSS               | SPAAG               | BTR-D BTR-DM       |                     |
| Artiglieria              |                    |                    |                     |                    |                     |
| 2S9 Nona-S               |                    | URSS               | mortaio da 120 mm   | 2S9 2S9M 2S23M1    |                     |
| 2S31 Vena                |                    | Russia             | mortaio da 120 mm   |                    |                     |
| D-30                     |                    | URSS               | obice da 122mm      |                    |                     |
| Veicoli da trasporto     |                    |                    |                     |                    |                     |
| GAZ Tigr                 |                    | Russia             | Jeep                | Tigr Tigr-M        |                     |
| Iveco Rys                |                    | Italia             | Jeep                |                    | 80                  |
| SAM                      |                    |                    |                     |                    |                     |
| Strela-10                |                    | Russia             | SAM a corto raggio  |                    |                     |
| Buk                      |                    | URSS               | SAM a medio raggio  | Buk-M2             |                     |
| UAV                      |                    |                    |                     |                    |                     |
| Orlan-10                 |                    | Russia             | UAV da ricognizione |                    |                     |
| Granat                   |                    | Russia             | UAV da ricognizione |                    |                     |
| Takhion                  |                    | Russia             | UAV da ricognizione |                    |                     |

## Veicoli futuri
| Veicolo         | Stato           |  |  | Ruolo                   |  |  | Introduzione | Note |
| --------------- | --------------- |  |  | ----------------------- |  |  | ------------ | ---- |
| 2S25 Sprut-SDM1 | in fase di test |  |  | cacciacarri             |  |  | dal 2021     |      |
| 2S42 Lotus      | in fase di test |  |  | semovente d'artiglieria |  |  | dal 2022     |      |
| Taifun-VDV      | in fase di test |  |  | APC                     |  |  | dal 2022     |      |

## Veicoli ritirati
- ASU-57
- ASU-85
- SD-44
- RPU-14
- BM-21 Grad